# Шамплен (Ардени)
Шамплен (фр. Champlin) насеље је и општина у североисточној Француској у региону Шампањ-Арден, у департману Ардени која припада префектури Шарлвил Мезјер.
По подацима из 2011. године у општини је живело 79 становника, а густина насељености је износила 13,39 становника/km². Општина се простире на површини од 5,9 km². Налази се на средњој надморској висини од 265 метара.

## Демографија
| 1962. | 1968. | 1975. | 1982. | 1990. | 1999. | 2011. |
| ----- | ----- | ----- | ----- | ----- | ----- | ----- |
| 98    | 106   | 73    | 75    | 74    | 80    | 79    |

График промене броја становника у току последњих година